# Theophilus Hansen
Theophilus Hansen eller Theophil Hansen eller Theophil Edvard Friherre von Hansen (også kaldet Theophilos græsk: Θεόφιλος) (født 13. juli 1813 i København, død 17. februar 1891 i Wien), dansk arkitekt, som især var virksom i den kejserlige østrigske hovedstad Wien og dér opførte flere offentlige bygninger i klassicistisk og historicistisk stil. Han var en af de toneangivende europæiske arkitekter i 1800-tallet. Han var broder til Christian Hansen (1803 – 1883), som var arkitekt på mange kendte bygninger i København, blandt andre Kommunehospitalet (senere overgået til anden brug).

## Liv og gerning

### Ungdom
Theophilus Hansen, en yngre broder til arkitekt Christian Hansen, fødtes i København 18. juli 1813 (alle kilder nævner 18. juli, men han højtideligholdt mærkelig nok sin 70-årige fødselsdag i Wien 13. juli). Han studerede bygningskunst under vejledning af sin broder og Hetsch og gennemgik samtidig Kunstakademiet, hvis sølvmedaljer og lille guldmedalje han opnåede, den sidste 1835 for opgaven et Theater, hvorimod det ikke lykkedes ham at erhverve sig den store guldmedalje. Under G.F. Hetschs påvirkning tegnede han en del kunstindustrielle tegninger, bl.a. til en damesekretær, som sås på udstillingen i København 1834, og den bekendte nydelige spinderok, drejermester J.C. Sørensens mesterstykke, 1836. I Hetschs Fortegninger for Haandværkere (1839-43) er adskillige af hans tegninger offentliggjorte, deriblandt et fuglebur af messing. Og så opmålte han i denne periode Ribe Domkirke og indgav et projekt til dens restaurering, som dog aldrig kom til virkeliggørelse.

### Virksomhed i Athen
Imidlertid følte han sig utilfreds med sin virksomhed her hjemme, og da hans broder havde opnået en udmærket stilling som kongelig arkitekt i Athen, søgte han Det Reiersenske Fond om et stipendium, fik det og rejste 1838 ned til broderen. Han blev modtaget med åbne arme, fik adskilligt at bestille og vandt i baron Sina en mæcen, på hvis bekostning han i Athen opførte observatoriet og – mange år senere – Videnskabernes Akademi, begge i ren græsk stil, noble, smagfulde, beherskede bygninger. Ved statsomvæltningen 1843 fik han, som så mange andre udlændinge, tilhold om at forlade Grækenland, og han søgte nu akademiet i København om understøttelse til at rejse hjem over Italien. Efter nogen debat bestemte Akademiet sig til at yde ham en sådan, og han fik et års rejsestipendium.

### Omfattende aktivitet i Wien
På sin rejse traf han sammen med den berømte tyske arkitekt Ludwig Förster, som straks så, hvilke evner der boede i den unge danske kunstner, og opfordrede denne til at følge med til Wien. Dette gjorde Hansen, og fra dette øjeblik var han som kunstner tabt for sit fædreland. Til gengæld blev hans fremragende dygtighed i høj grad anerkendt i Wien, og det indrømmes fra alle sider, at han er en af de arkitekter, hvem det i første række skyldes, at Wiens bygninger have fået det præg af storslået pragt, som gør byen så tiltalende og imponerende for indfødte som for fremmede. Han blev lærer ved Kunstakademiet, medlem af utallige udenlandske selskaber og akademier, fik ordner og titler i dusinvis og ophøjedes endelig i adelstanden som friherre.
Hans virksomhed var omfattende. Blandt de vigtigste bygninger, han her opførte, kan nævnes:
- I byzantinsk stil: Evangelisk Gymnasium, i forening med Förster, 1846-49, græsk-katolsk Kirke, på bekostning af baron Sina, 1858, og det evangeliske kirkegårdskapel. I romansk stil: våbenmuseet i Arsenalet, 1855.
- I renæssancestil: paladset Todesco, begyndt af Förster, 1861, Heinrichshof, et kompleks af privatbygninger, samlede til en paladsagtig helhed, 1861-63, Baron Sinas Palæ, Epsteins Palæ, Ærkehertug Vilhelms Palæ, 1865-67, Musikforeningens bygning, Musikverein, med en i akustisk henseende fortrinlig koncertsal (den gyldne sal), hvorfra den traditionsrige nytårskoncert transmitteres til hele verden, 1867-70, Kunstakademiet, 1872-76, Børsen, i forening med Tietz, som døde midt under opførelsen, 1872-77, og endelig Rigsdagsbygningen, en af de mest imponerende bygninger fra 1800-tallet, der i den græsk-inspirerede stil fører linjen tilbage til demokratiets vugge.[3]

Flere af hans hovedværker er afbildede i Allgemeine Bauzeitung, hvoraf han en tid var medredaktør. Theophil Hansens sidste værk var Athens domkirke, katedralen på Od. Mitropoleos. Dette projekt havde også andre arkitekter i sin 20-årige bygningshistorie.
Under sin bistand ved udgravninger i Grækenland havde Hansen fået øjet åbent for betydningen af farvernes anvendelse i arkitekturen, og han benyttede sine erfaringer i rigt mål. Alle hans bygninger er yderst pragtfulde: Imponerende trappepartier, både udvendig og indvendig, lange søjlerader, reliefprydede gavlfelter og brede friser med rig ornamentering i sgrafitto eller i brogede farver på gylden grund. Han benyttede renæssancehelheder med antikke enkeltheder, og han havde til grunden studeret den antikke kunst; men han var samtidig fra sin tidligste ungdom opdraget af G.F. Hetsch, og han formåede egentlig aldrig at hæve sig ud over dennes opfattelse af antikken. Denne opfattelse, tør og ensidig, som den er, går igennem alle hans bygninger, og den går igennem alle de utallige kunstindustrielle arbejder, hvortil han har leveret tegninger. Palmetten, akantusblomsten, vasen, kandelaberen og det svungne, antikke ornament genfindes overalt, hvad så end genstandens bestemmelse er.

### Hæder i Danmark
Hædrede udlandet end i fuldt mål den berømte og fejrede kunstner, så glemte Danmark ham ikke heller. Allerede i 1848 agreerede Akademiet ham, 1858 optog det ham som medlem, 1872 blev han Kommandør af Dannebrog, 1884 Storkors. Og endelig, da Christiansborg Slot i 1884 atter var blevet et offer for luerne, hjemkaldte regeringen den store kunstner og bad ham om at udarbejde et projekt til dets genopførelse. Men det var for sent. Hans skaberevne var brudt, han var blevet gammel, han kendte intet til forholdene her hjemme, og hans forskellige projekter til slottet, til rigsdagsbygningen og til Københavns Rådhus viste kun, at han som kunstner havde overlevet sig selv.
Som menneske holdt han sig frisk til det sidste. Som ganske ung blev han gift med Försters datter, men allerede 5 måneder efter ægteskabets fuldbyrdelse afgik hun ved døden. Siden den tid levede han ugift sammen med en trofast søster, og hans sjældne gæstfrihed, hans stadig usvækkede humør, hans brændende interesse for sit arbejde, hans sunde livskraft og brede kunstnersind gjorde ham ikke alene til centrum mellem kolleger og kammerater, men gjorde tillige hans hus til et hjem for alle landsmænd, som kom til Wien. Da han fyldte 70 år, gjorde Wien en enestående fest til hans ære, og dets akademi bad ham trods sine statutter om endnu et år at fortsætte sin virksomhed som lærer; og ved hans hjemkomst til København hædrede danske kunstnere ham ved et fakkeltog.

### Død og begravelse
Den 17. februar 1891 døde han i Wien, den by, der var blevet hans andet hjem, og hans ligbegængelse blev som en national sørgefest. Theophilus Hansen ligger begravet på Zentralfriedhof Wien.

## Stil
Theophilus blev uddannet i Grækenland i det 19. århundredes første halvdel, i den periode, hvor man over hele Europa satte arkitekturens hovedopgave i at genindføre den antikke, rene græske stil overalt. Følgen var, at hans arkitektur i høj grad var "Pragtbygninger med Søjlehaller og Figurer, med rige plastiske og maleriske Dekorationer, [der] gør en imponerende og virkelig kunstnerisk Virkning i Østrig og andre sydligere Lande, hvor Klima og Sollys er af lignende Art som i Fædrelandet for Oldtidens Kunst..."

## Bygningsværker
- Observatorium i Athen, Grækenland (1843-46)
- Kleins Palæ, Brno, Tjekiet (1847-48, sammen med Ludwig Förster)
- Kunstakademiet i Athen (1856 ff.)
- Videnskabernes Akademi, Athen (1856 ff.)
- Hærhistorisk museum i Arsenalet, Wien (1856)
- Den græsk-ortodokse Treenighedskirke, Wien (1856-1860, ombygning)
- Hernstein Slot, Niederösterreich, Østrig (1856-80)
- Sygehus i Patras, Grækenland (1857)
- Den evangeliske kirke på Matzleinsdorf-kirkegården, Wien (1858)
- Rudolf-Hof, Hörlgasse 15, Wien (1860-83)
- Evangelisk skole, Karlsplatz 14, Wien (1861)
- Heinrichshof, Wien (1861-62, bombet 1945, nedrevet 1955)
- Indretning af Todescos Palæ, Kärntner Straße 51 (1861-64)
- Tidligere Dimitrious Palæ, nu Hotel Grande Bretagne, Athen (1862)
- Sygehuset St. Anna, Brno (1864-68)
- Ærkehertug Wilhelms Palæ, nu OPEC, Wien (1864-68)
- Musikforeningen, Wien (1867-70)
- Epsteins Palæ, Wien (1868-72)
- Hansens Palæ, Wien (1869-73)
- Hotel, Schottenring 20–26, Wien (1870–1873)
- Rappoltenkirchen Slot, Sieghartskirchen, Niederösterreich (1870-74, ombygning)
- Ephrussis Palæ, Wien (1872/73)
- Foreningshus, nu Staatsphilharmonie Brünn, Brno (1871-73)
- Wien Kunstakademi, Wien (1871-76)
- Philharmonien, Brno (1871-73)
- Pražáks Palæ, Brno (1872-74)
- Børsen, Wien (1874-77, fraflyttet 1998)
- Castle Nadelburg (1880-82)
- Parlamentet, Wien (1874-83)
- Zappeion, Athen (1874-88)